# Alex Kurtzman

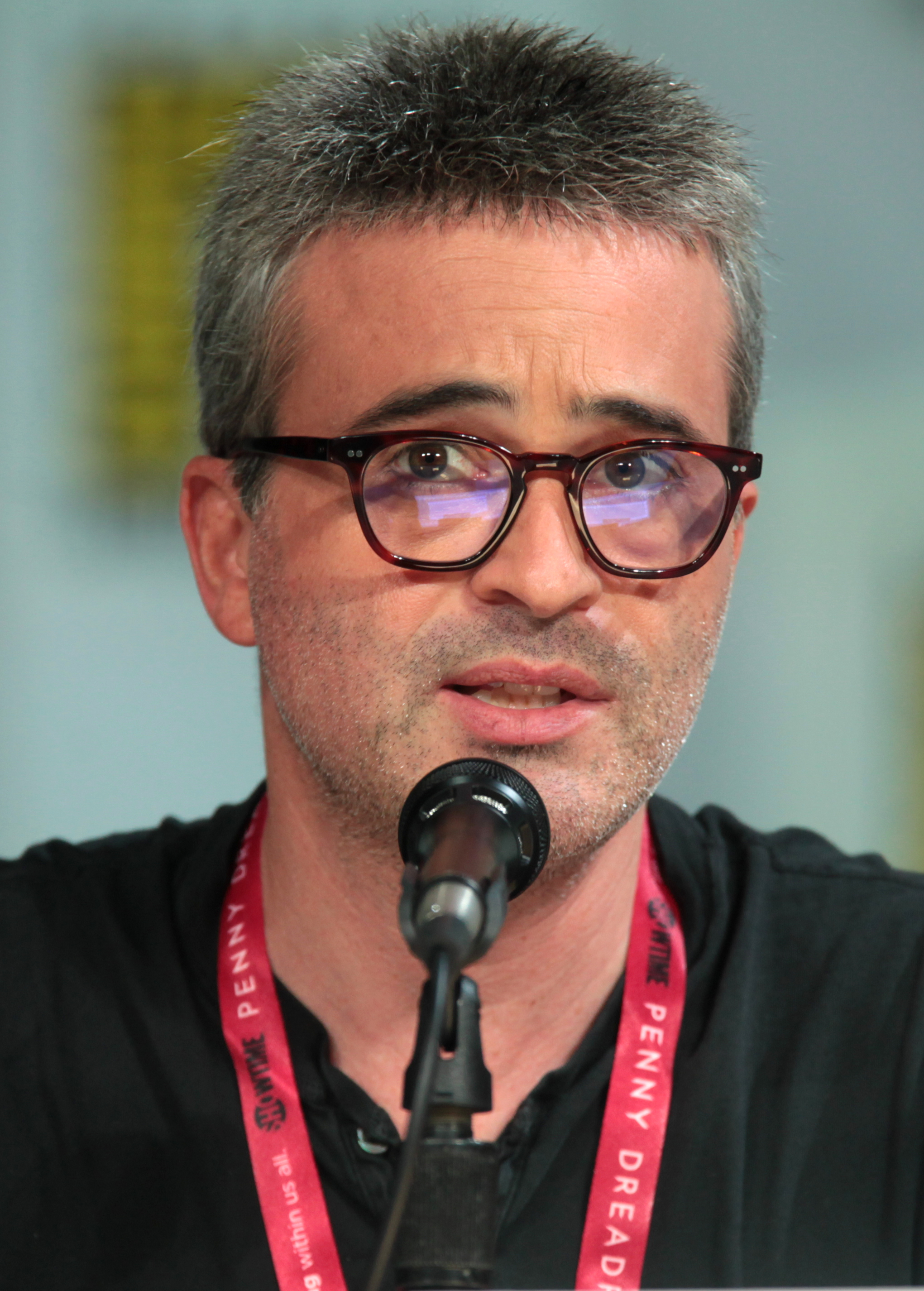
Alex Kurtzman auf der Comic-Con International 2014

Alexander „Alex“ Hilary Kurtzman (* 7. September 1973 in Los Angeles, Kalifornien) ist ein US-amerikanischer Film- und Fernsehproduzent, Drehbuchautor sowie Regisseur. Im Laufe der Jahre arbeitete er oftmals an Projekten von J. J. Abrams und Michael Bay. Mit seinem besten Freund Roberto Orci (1973–2025) bildete er über viele Jahre ein erfolgreiches Produzenten- und Autorenduo.
Seit 2018 ist er der Hauptverantwortliche für sämtliche Star-Trek-Serienprodukte.

## Leben und Karriere

### Jugend und Anfänge
Nachdem Kurtzman im Jahre 1973 in Los Angeles im US-Bundesstaat Kalifornien geboren wurde und dort auch aufwuchs, besuchte er im Nachwuchsalter die High School, wo er seinen nunmehr langjährigen Freund und Weggefährten im Film- und Fernsehgeschäft, Roberto Orci, kennenlernte. Während sich der mexikanisch-kubanischstämmige Orci an der University of Texas at Austin einschrieb, zog es Kurtzman an die Wesleyan University nach Middletown im Bundesstaat Connecticut. Nach bzw. sogar noch während des Studiums fanden die beiden wieder zueinander und begannen ab etwa dem Jahr 1995 mit den Arbeiten an verschiedenen Fernsehserien. So war Kurtzman bei vier im Jahre 1996 veröffentlichten Episoden von Xena – Die Kriegerprinzessin als kreativer Mitarbeiter bzw. als kreative Begleitung im Einsatz. Seine wesentliche Zusammenarbeit mit Orci begann dabei allerdings erst mit den ab 1997 veröffentlichten Folgen von Hercules. Dabei war Kurtzman an den Drehbüchern zu insgesamt 14 Episoden beteiligt und arbeitete die meiste Zeit an der Seite Orcis, der auf eine Bilanz von 13 Folgen kam. In einer Episode von Hercules wurde auch Bezug auf das Autorenduo genommen und in dieser Episode von Schauspielern dargestellt. Dabei übernahm Ted Raimi die Rolle des Alex Kurtzman und Paul Glover die des Roberto Orci. Zusammen mit Orci trat Kurtzman im Jahre 1999 in einer Hercules-Folge auch als Co-Executive Producer in Erscheinung und war zusammen mit seinem Kollegen auch bei vier weiteren Folgen von Xena – Die Kriegerprinzessin als kreative Beratung im Einsatz. Ebenfalls in den Jahren 1999 bis 2000 agierte das Team als Co-Executive Producer von sechs Episoden aus der Xena-Reihe. Außerdem schrieben sie im Millenniumjahr das Drehbuch zur im Fernsehfilmformat produzierten Xena-Episode God Fearing Child. In ebendiesem Jahr kamen die beiden auch ins Produktionsteam der mit 22 Episoden datierten Fernsehserie Jack of All Trades. Hierbei schrieben sie zu drei verschiedenen Folgen das Drehbuch und waren in weiteren acht Episoden als Executive Producer, also als ausführende Produzenten im Einsatz.

### Zusammenarbeit mit J. J. Abrams und Michael Bay
Bereits im Folgejahr 2001 kam das Duo zur Fernsehserie Alias – Die Agentin, mit der sie ebenfalls sehr erfolgreich waren. So schrieben sie von 2001 bis 2003 zusammen an Drehbüchern zu zehn verschiedenen Episoden und agierten daneben in den Jahren 2001 bis 2002 in neun Episoden als Supervising Producer, also als überwachende Produzenten, wobei es Roberto Orci gar auf elf Folgen in diesem Amt brachte. Doch auch an der Produktion der Serie waren die beiden maßgeblich beteiligt. Dabei standen beide von 2002 bis 2003 in 33 Folgen als Co-Executive Producer hinter der Produktion und danach noch von 2003 bis 2004 bei 13 Episoden in der vollwertigen Position des Executive Producers. 2003 gab Kurtzman in einer Folge sein Debüt als Regisseur, wurde danach aber nicht mehr auf dieser Position eingesetzt. Nachdem es so mehrere Jahre mit der Fernsehserie Alias – Die Agentin beschäftigt war, gab das Duo noch während der dritten Staffel ihren Rückzug aus der Serie bekannt. Ihren ersten gemeinsamen Einsatz nach dem Ausscheiden aus Alias hatten die beiden noch im Jahre 2004 mit dem Fernsehfilm The Secret Service, zu dem sie beide das Drehbuch schrieben und bei dem beide auch als ausführende Produzenten in Erscheinung traten. Ab 2005 folgten schließlich für die beiden die ersten wirklich großen Filmproduktionen. So arbeiteten sie im Jahre 2005 am Drehbuch zu Die Insel, wo sie erstmals in einer wesentlichen Position mit Michael Bay zusammenarbeiteten. Im gleichen Jahr wurde auch noch der Film Die Legende des Zorro veröffentlicht, bei dem die beiden ebenfalls wesentlich als Drehbuchautoren in Erscheinung traten.
Im Jahre 2006 folgte für den traditionell jüdisch aufgewachsene Kurtzman und seinen Kollegen Roberto Orci ein Engagement bei Mission: Impossible III, wo sie J. J. Abrams als Autoren zur Seite standen, der dabei sein Debüt als Filmregisseur gab und mit dem sie bereits lange Jahre bei Alias – Die Agentin zusammengearbeitet hatten. Im Folgejahr kamen sie schließlich im nächsten Michael-Bay-Film zum Einsatz, als sie als Drehbuchautoren ins Team rund um Transformers geholt wurden. Zusammen mit Bay besuchte das erfolgreiche Duo auch ein dreitägiges Hasbro-Transformers-Boot-Camp, bei dem sie sich für den Film vorbereiteten. 2008 waren die beiden bei D. J. Carusos Blockbuster Eagle Eye – Außer Kontrolle als Produzenten im Einsatz. Im gleichen Jahr kam das Duo auch in das Team rund um die Produktion J. J. Abrams’ neuestem Werk, der Fernsehserie Fringe – Grenzfälle des FBI, wobei sie neben dem Allrounder Abrams als die zwei wesentlichen Stützen Abrams bei der Produktion der Serie und dem Schreiben der Drehbücher agieren. Kurtzman kam dabei bis dato als Miterschaffer der Serie in allen 65 bisher produzierten Episode (also bis Staffel 3) in einer wesentlichen Tätigkeit zum Einsatz. Dabei war er an den Drehbüchern zu allen bisher veröffentlichten Episoden beteiligt, trat dabei von 2008 bis 2009 in 13 Episoden als ausführender Produzent in Erscheinung und ist bis heute in den restlichen 52 Folgen als beratender Produzent im Einsatz. Für ihre Tätigkeit in Fringe wurden Kurtzman, J. J. Abrams und Roberto Orci im Jahre 2009 für einen Writers Guild of America Award in der Kategorie „Long Form – Original“ nominiert. Außerdem erhielt Kurtzman sowie ein weiteres elfköpfiges Team eine Nominierung für einen weiteren Writers Guild of America Award in der Kategorie „New Series“.
Noch während der Arbeiten an Fringe – Grenzfälle des FBI kamen Kurtzman und Orci auch als Drehbuchautoren und ausführende Produzenten an Abrams’ zweitem Kinofilm nach seinem Debütfilm Mission: Impossible III im Jahre 2006, Star Trek, zum Einsatz. Für ihren Leistungen im vierfach ausgezeichneten und sogar oscarprämierten Film wurde das Duo 2010 für einen Writers Guild of America Award in der Kategorie „Best Adapted Screenplay“ sowie einen Saturn Award in der Kategorie „Best Writing“ nominiert. Ebenfalls 2009 wurde das Duo Kurtzman-Orci bei der zweiten Transformers-Verfilmung Transformers – Die Rache, bei dem erneut Michael Bay die Regie führte, als Drehbuchautoren eingesetzt.
Im Jahre 2010 wurden die beiden für ihre langjährigen Leistungen auf höchstem Niveau mit einem George Pal Memorial Award ausgezeichnet, der alljährlich bei der Verleihung der Saturn Awards vergeben wird. Für ihr Drehbuch zu Transformers – Die Rache wurde den beiden zusammen mit Ehren Kruger eine Goldene Himbeere in der Kategorie „Worst Screenplay“ vergeben.
Kurtzman schrieb und produzierte zusammen mit Orci auch die Fortsetzung des 2009 veröffentlichten Films Star Trek. Die Regie übernahm erneut J. J. Abrams. Der Film kam 2013 mit dem Titel Star Trek Into Darkness in die Kinos.

### Weitere Tätigkeiten
Kurtzman arbeitete an der 2009 veröffentlichten Komödie Selbst ist die Braut als Executive Producer.
Seit 2010 ist er mit Orci als Entwicklerteam auch maßgeblich an der Serie Hawaii Five-0, einem Remake der ehemals sehr erfolgreichen Serie Hawaii Fünf-Null, beteiligt. So sind Kurtzman und Orci bei bisher 232 Episoden als Entwickler gelistet und traten bei bisher 180 verschiedenen Folgen als ausführende Produzenten in Erscheinung. In dieser Tätigkeit war Kurtzman von 2010 bis 2013 in 57 Episoden der computeranimierten Serie Transformers: Prime im Einsatz.
Das Duo schrieb das Drehbuch für den Film Cowboys & Aliens, welches am 29. Juli 2011 in die US-Kinos kam. Auch in diesem Fall waren sie als Executive Producer im Einsatz.
Im Juni 2012 erschien Kurtzmans Filmdebüt als Filmregisseur Zeit zu leben. In den Hauptrollen waren Chris Pine und Elizabeth Banks zu sehen. Kurtzman fungierte im Film auch als Executive Producer und schrieb zusammen mit Orci und Jody Lambert das Drehbuch.
Kurtzman gehörte auch mit Chris Morgan zu den Initiatoren der Filmserie Dark Universe. So führte er beim ersten Film Die Mumie Regie und produzierte den Film. Die Hauptrollen spielten Tom Cruise und Sofia Boutella. Er verließ zusammen mit Morgan das Projekt Dark Universe, nachdem sein Film, welcher der erste Teil eines geplanten Filmfranchise sein sollte, nicht den erwarteten Erfolg erreichen konnte.

### Hauptverantwortlicher der neuen Star-Trek-Serien
Für CBS entwickelte Kurtzman zusammen mit Bryan Fuller die Star-Trek-Serie Star Trek: Discovery, die seit 2017 auf dem Streamingdienst CBS All Access veröffentlicht wird. Im Juni 2016 unterschrieb Kurtzman einen Fünfjahresvertrag mit CBS, um weitere Star-Trek-Serien zu produzieren, die unter seiner Aufsicht entstehen sollen. Kurtzman fungiert für alle Serien unter anderem als Drehbuchautor, Showrunner und Produktionsleiter.
Seit Herbst 2018 erscheint die Anthologie-Serie Star Trek: Short Treks, die aus mehreren 8- bis 15-minütigen in sich geschlossenen Folgen besteht. In der ersten Folge der zweiten Staffel von Star Trek: Discovery führte er erstmals auch Regie.
Seit 2020 läuft auch die Serie Star Trek: Picard, welche die Nachfolgeserie zu Raumschiff Enterprise – Das nächste Jahrhundert ist. Die Hauptrolle spielt Patrick Stewart erneut in seiner Rolle als Jean-Luc Picard. Im selben Jahr ist die Zeichentrickserie Star Trek: Lower Decks erschienen, die die erste Star-Trek-Zeichentrickserie nach Die Enterprise aus dem Jahr 1973 ist. Zudem sind weitere Serien unter Kurtzmans Leitung in Planung. 2022 folgte Star Trek: Strange New Worlds.
Im August 2021 wurde per Pressemitteilung von ViacomCBS bekannt gegeben, dass mit Kurtzman ein neuer Vertrag über 160 Millionen Dollar geschlossen wurde, welcher bis ins Jahr 2026 reicht.

## Privates
Kurtzman lebt seit Jahren in einer Ehe mit der ebenfalls filmschaffenden Samantha Counter, der Tochter des 2009 verstorbenen Richters Nick Counter, der von der Gründung von Alliance of Motion Picture and Television Producers im Jahre 1982 bis zu seinem Tod Präsident des Verbands war. Seit seiner Ehe mit Counter tritt Alex Kurtzman oftmals unter dem Doppelnamen Alex Kurtzman-Counter in Erscheinung.

## Filmografie (Auswahl)

### Filme

#### Regie
- 2012: Zeit zu leben (People Like Us)
- 2017: Die Mumie (The Mummy)

#### Drehbuchautor
- 2005: Die Insel (The Island)
- 2005: Die Legende des Zorro (The Legend of Zorro)
- 2006: Mission: Impossible III
- 2007: Transformers
- 2009: Star Trek
- 2009: Transformers – Die Rache (Transformers: Revenge of the Fallen)
- 2011: Cowboys & Aliens
- 2012: Zeit zu leben (People Like Us)
- 2013: Star Trek Into Darkness
- 2014: The Amazing Spider-Man 2: Rise of Electro (The Amazing Spider-Man 2)

#### Filmproduzent und Executive Producer
- 2008: Eagle Eye – Außer Kontrolle (Eagle Eye)
- 2009: Star Trek
- 2009: Selbst ist die Braut (The Proposal)
- 2011: Cowboys & Aliens
- 2012: Zeit zu leben (People Like Us)
- 2013: Star Trek Into Darkness
- 2013: Die Unfassbaren – Now You See Me (Now You See Me)
- 2013: Ender’s Game – Das große Spiel (Ender’s Game)
- 2014: The Amazing Spider-Man 2: Rise of Electro (The Amazing Spider-Man 2)
- 2016: Die Unfassbaren 2 (Now You See Me 2)
- 2017: Die Mumie (The Mummy)
- 2024: Rob Peace

### Fernsehserien

#### Regie
- 2003: Alias – Die Agentin (Alias, eine Folge)
- 2019: Star Trek: Discovery (eine Folge)
- seit 2022: The Man Who Fell to Earth

#### Drehbuchautor
- 1997–1999: Hercules (Hercules: The Legendary Journeys, 14 Folgen)
- 2000: Xena – Die Kriegerprinzessin (Xena: Warrior Princess, eine Folge)
- 2000: Jack of All Trades (drei Episoden)
- 2001: Alias – Die Agentin (Alias, zehn Folgen)
- 2008–2009: Fringe – Grenzfälle des FBI (Fringe, drei Folgen)
- 2010, 2020: Hawaii Five-0 (zwei Folgen)
- seit 2017: Star Trek: Discovery (drei Folgen)
- seit 2018: Star Trek: Short Treks (zwei Folgen)
- seit 2020: Star Trek: Picard (eine Folge)
- seit 2022: The Man Who Fell to Earth
- 2022: Star Trek: Strange New Worlds

#### Co-/Executive Producer
- 1999: Hercules (Hercules: The Legendary Journeys, eine Folge)
- 1999–2000: Xena – Die Kriegerprinzessin (Xena: Warrior Princess, sechs Folgen)
- 2000: Jack of All Trades (acht Folgen)
- 2001–2004: Alias – Die Agentin (Alias, 55 Folgen)
- 2008–2013: Fringe – Grenzfälle des FBI (Fringe, 87 Folgen)
- 2010–2013: Transformers: Prime
- 2010–2020: Hawaii Five-0
- 2013–2017: Sleepy Hollow
- 2014–2018: Scorpion
- 2015–2016: Limitless
- 2017–2018: Salvation
- seit 2017: Star Trek: Discovery
- seit 2018: Star Trek: Short Treks
- seit 2020: Star Trek: Picard
- 2022: Star Trek: Strange New Worlds

#### Kreativer Berater
- 1996, 1999–2000: Xena – Die Kriegerprinzessin (Xena: Warrior Princess, acht Folgen)

## Nominierungen und Auszeichnungen
- 2009: Nominierung für den Writers Guild of America Award in der Kategorie „Long Form – Original“ für sein Engagement in Fringe – Grenzfälle des FBI (zusammen mit J. J. Abrams und Roberto Orci)
- 2009: Nominierung für den Writers Guild of America Award in der Kategorie „New Series“ für sein Engagement in Fringe – Grenzfälle des FBI (zusammen mit einem weiteren elfköpfigen Team)
- 2010: Nominierung für den Writers Guild of America Award in der Kategorie „Best Adapted Screenplay“ für sein Engagement in Star Trek (zusammen mit Roberto Orci)
- 2010: Nominierung für den Saturn Award in der Kategorie „Best Writing“ für sein Engagement in Star Trek (zusammen mit Roberto Orci)
- 2010: Auszeichnung mit der Goldene Himbeere in der Kategorie „Worst Screenplay“ für sein Engagement in Transformers – Die Rache (zusammen mit Ehren Kruger und Roberto Orci)
- 2010: Auszeichnung mit dem George Pal Memorial Award zusammen mit seinem Partner Roberto Orci
- 2018: Nominierung für die Goldene Himbeere in der Kategorie „Worst Picture“ für sein Engagement in Die Mumie (zusammen mit Sarah Bradshaw, Sean Daniel und Chris Morgan)
- 2018: Nominierung für die Goldene Himbeere in der Kategorie „Worst Director“ für sein Engagement in Die Mumie
- 2018: Nominierung für die Goldene Himbeere in der Kategorie „Worst Screenplay“ für sein Engagement in Die Mumie (zusammen mit David Koepp, Dylan Kussman, Jenny Lumet, Christopher McQuarrie und Jon Spaiths)